# Kyrksjön (Ljusterö socken, Uppland)
Kyrksjön är en insjö på norra Ljusterö, nära Ljusterö kyrka i Österåkers kommun i Uppland och ingår i Norrtäljeån-Åkerströms kustområde. Sjön är 3,8 meter djup, har en yta på 0,158 kvadratkilometer och är belägen 7 meter över havet. Den ligger cirka 500 meter från insjön Skären. Dess namne finns både i Sverige och Finland, varav 32 finns i Sverige. I Uppland finns det sju Kyrksjön.

## Delavrinningsområde
Kyrksjön ingår i det delavrinningsområde (660498-166095) som SMHI kallar för Rinner till Skatfjärden. Medelhöjden är 19 meter över havet och ytan är 11,92 kvadratkilometer. Det finns inga avrinningsområden uppströms utan avrinningsområdet är högsta punkten. Avrinningsområdets utflöde mynnar i havet, utan att ha någon enskild mynningsplats.